# Capuche
Pour les articles homonymes, voir Capuchon.
Pour le quartier de Grenoble, voir Capuche (Grenoble).
La capuche ou le capuchon (parfois aussi nommé « capuce » chez les moines) est une coiffe conçue soit pour encadrer le visage, soit pour le cacher ; de fait, il a généralement une forme de voûte. 
La capuche fait souvent partie intégrante d'un vêtement, d'un manteau ou d'un imperméable (une sorte de grand bonnet qui couvre la tête et qui se rabat sur les épaules) et est souvent imperméable. La capuce monastique était cependant autrefois une pièce de vêtement indépendante
Son utilité principale est de protéger le porteur des intempéries (vent, pluie, froid) et chez les moines d'encourager l'isolement méditatif.

## Histoire

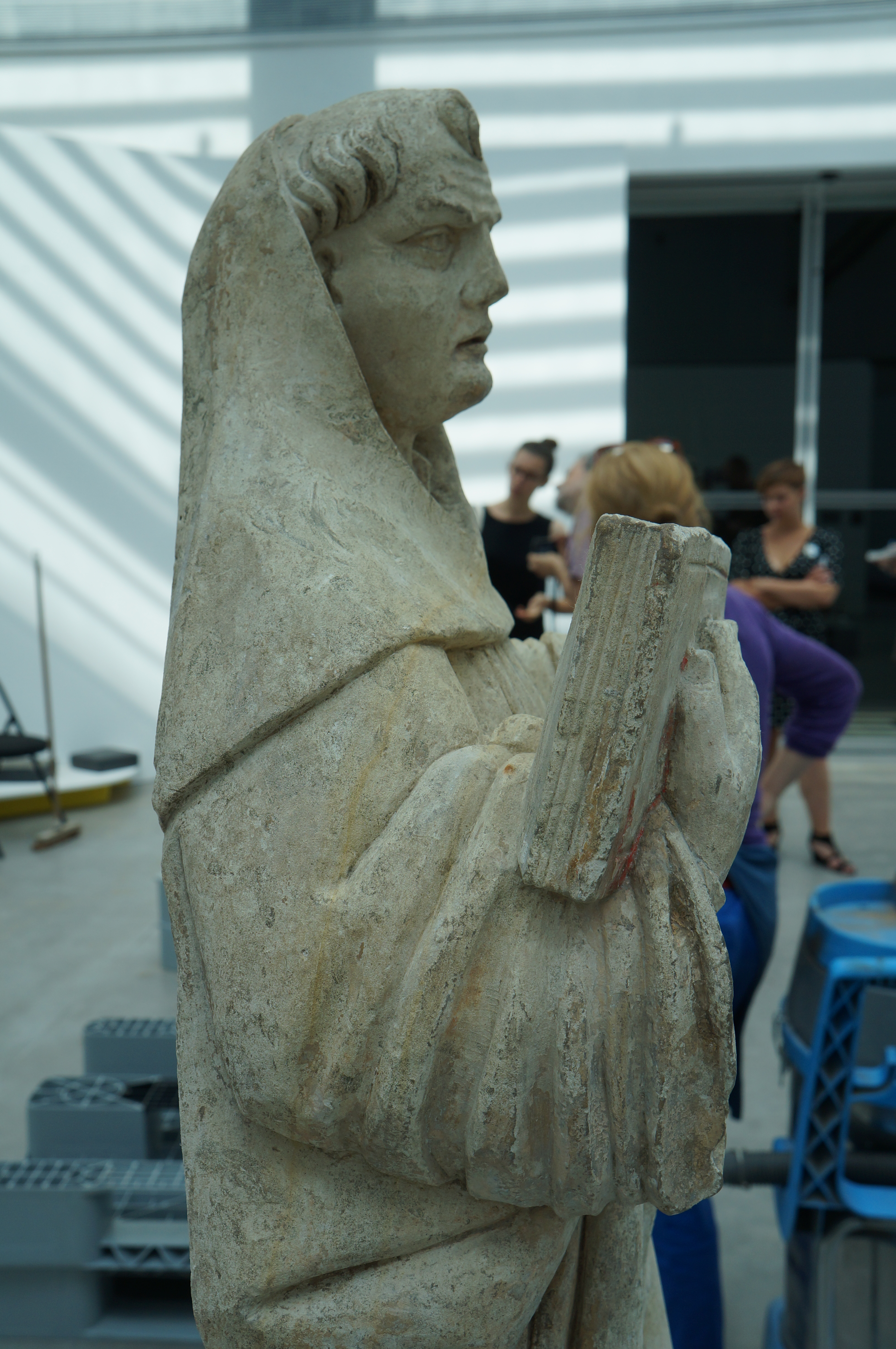
La capuce est le grand capuchon porté par certains ordres monastiques.

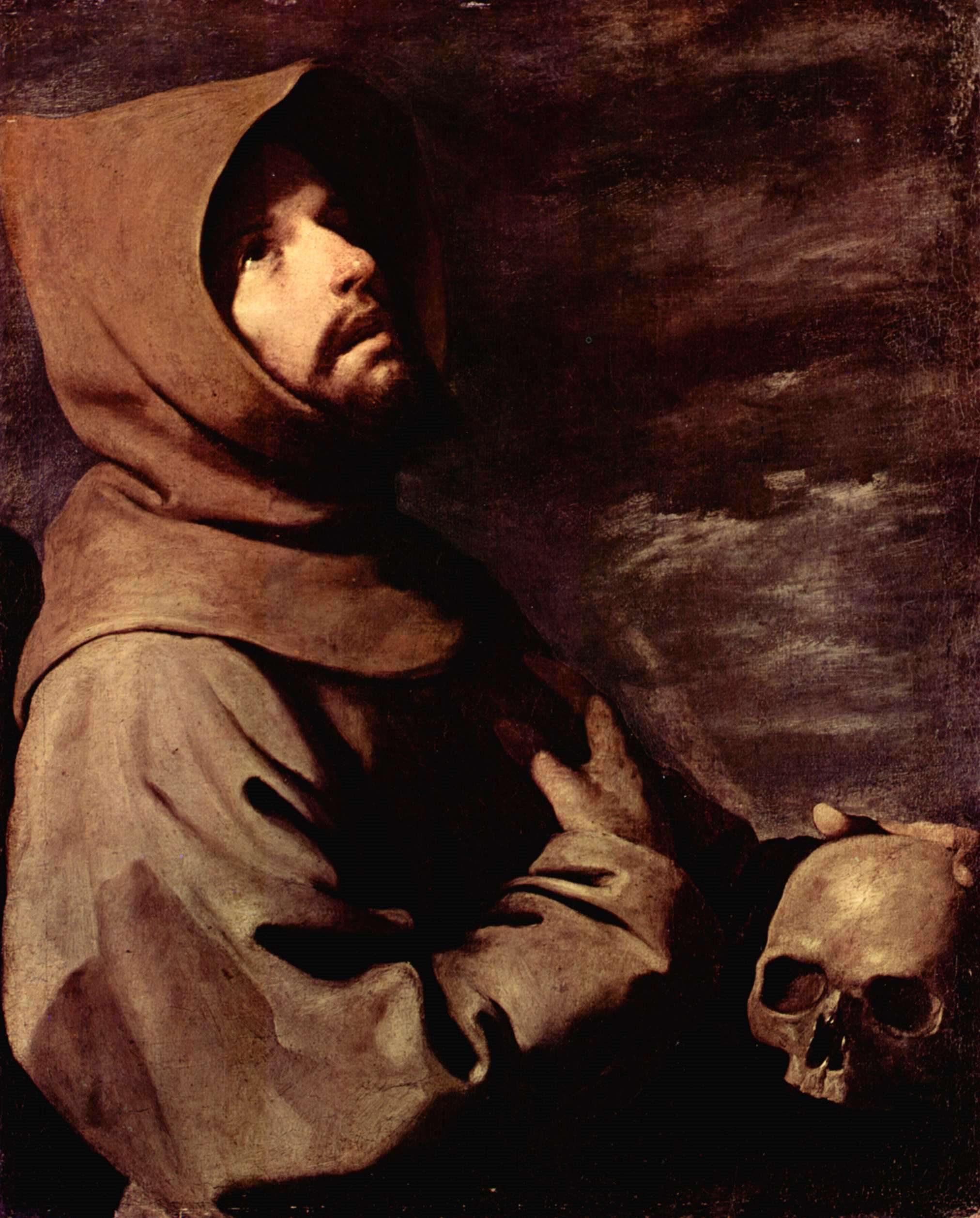
Saint François en extase (portant la « capuce » des franciscains de l'époque), par Francisco de Zurbarán, Alte Pinakothek de Munich (1658).

Au Moyen Âge, il est considéré comme un accessoire sophistiqué et élégant.
C'est aussi un signe religieux chez les moines qui sur leur « robe de bure » portent un grand « capuce » (mot d'origine italienne, qui sera aussi à l'origine du nom des capucins ainsi nommés en raison d'un capuce particulièrement long,,). 
Les capucins parfois aussi désignés comme « Frères du Capuce » se sont d'ailleurs offusqué de voir d'autres ordres ou sectes religieuses copier leur long capuce. En particulier l'ordre des capucins attaque celui des récollets au motif que ces derniers ont trop allongé la forme de leur capuce. 
En 1670, un moine, le frère Clément de Marseille a écrit un texte intitulé La capuchonade ou mémoire sur l’excellence et les prérogatives du capuce.

## Description
La capuche peut être en toile de lin amidonnée, en carton souple décoré, en paille tissée ou en drap épais. Elle comporte parfois des liens pour la maintenir qui permettent de la rabattre en arrière sans la perdre, elle se désigne alors aussi sous le terme de chaperon. 
Elle peut descendre plus ou moins bas sur les épaules ou au milieu du dos. Quand elle comporte une très longue pointe qui part du haut du crâne, on parle de liripipion ; couvre-chef très en vogue dans les années 1300, parfois la pointe était si longue qu'elle se portait enroulée sur la tête comme un turban.
Les femmes la portaient comme un bonnet avec de longues extrémités qui s'enroulaient sur la tête à la manière d'un turban. Elle peut être brodée ou encore ornée de fil de fer, de manière à faire une pointe au milieu du front avec les deux côtés qui remontent.
Actuellement, la capuche est aussi un accessoire de mode porté même en l'absence de vent ou de pluie, notamment par certains adolescents en zone urbaine ou par certains chanteurs de hip-hop.

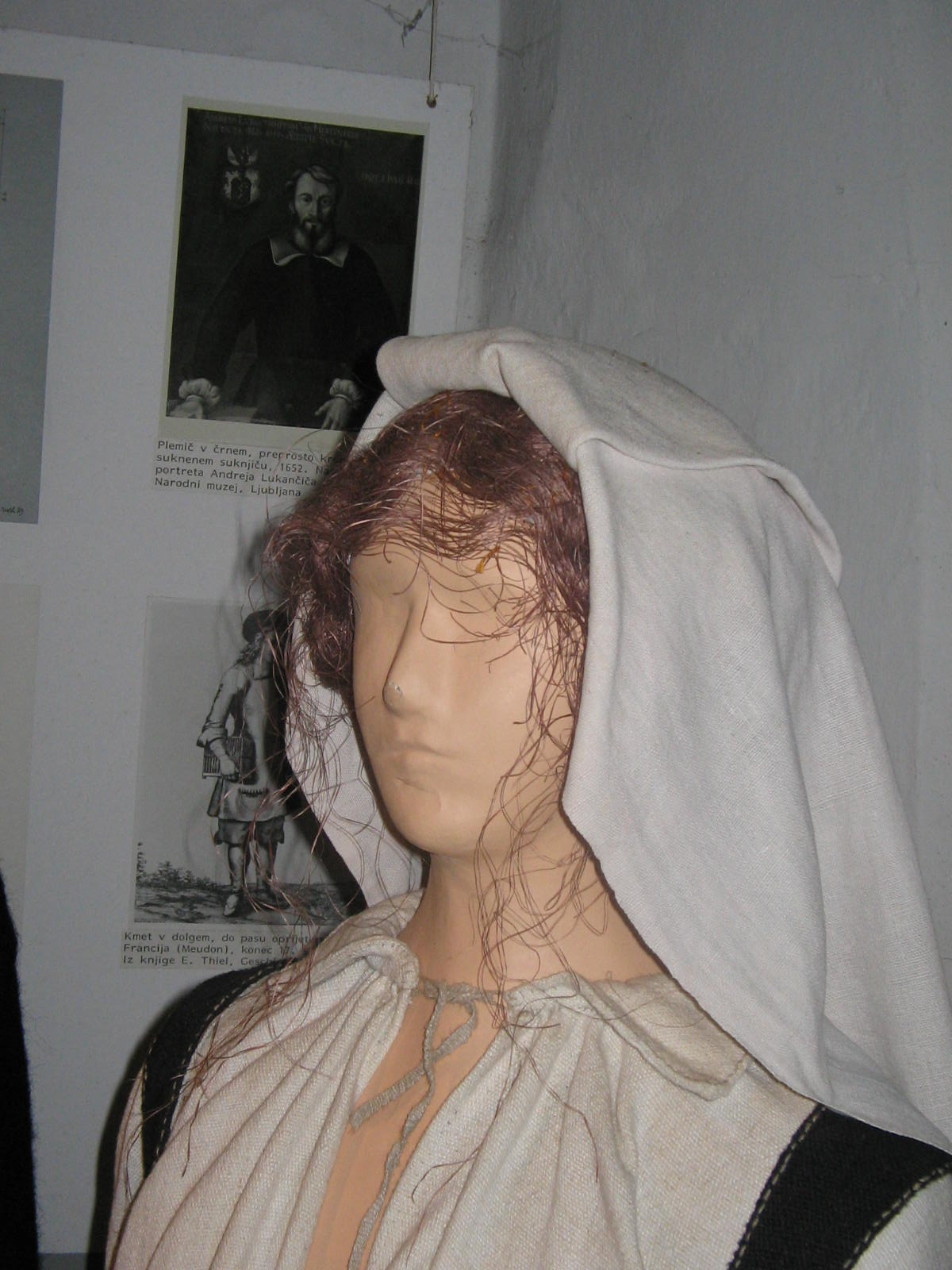
Une capuche.
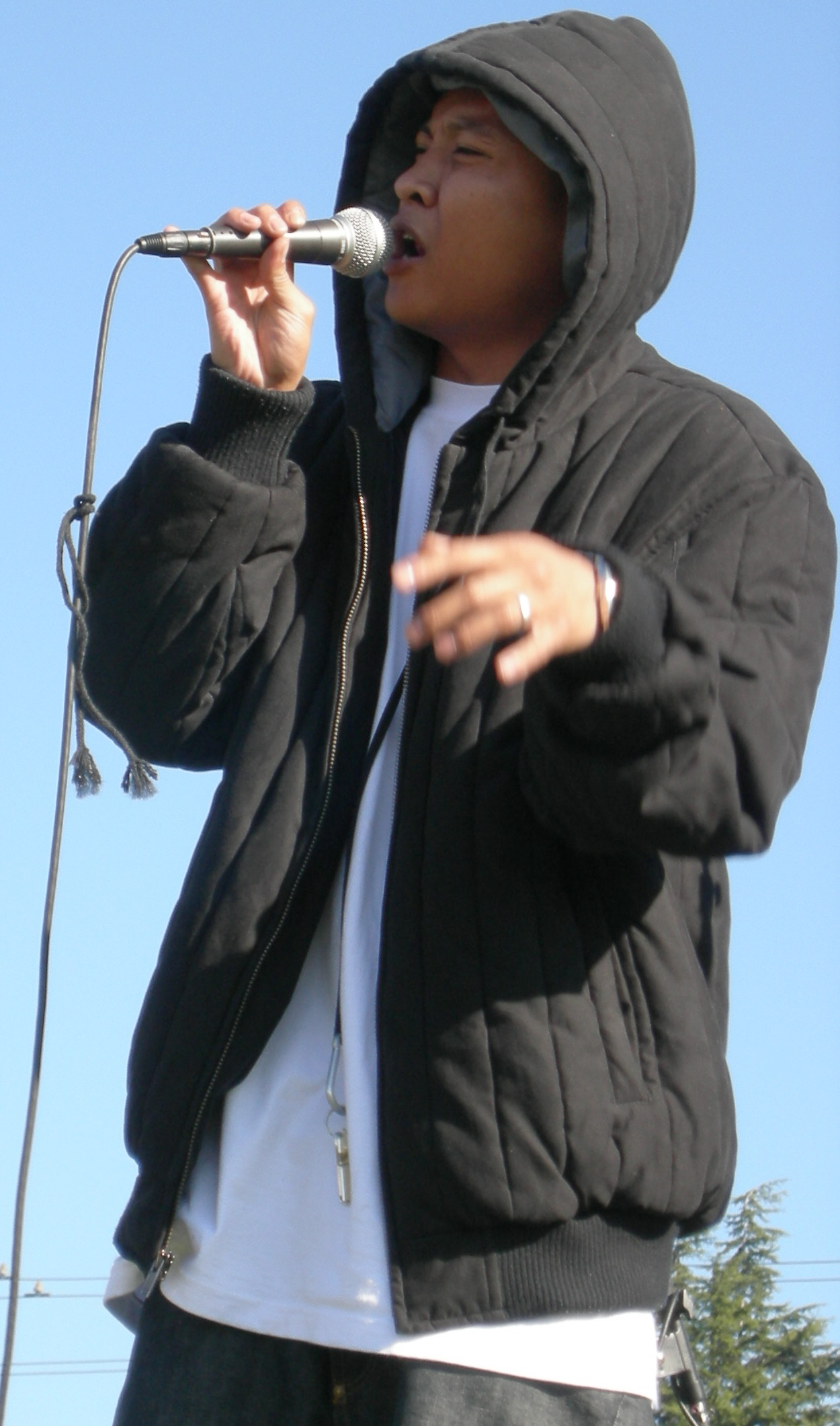
Port d'une capuche par un chanteur de hip-hop.
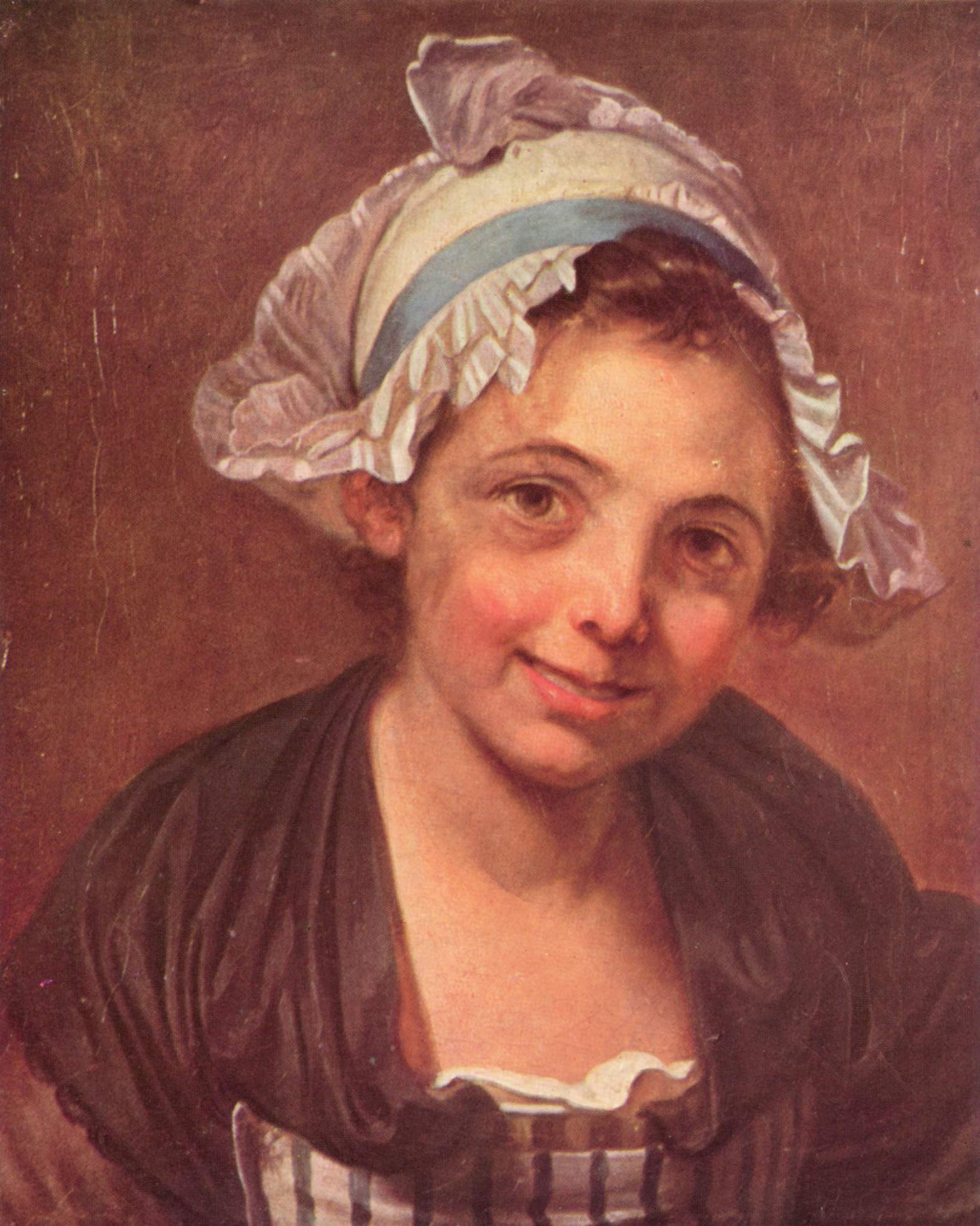
Femme avec un bonnet.
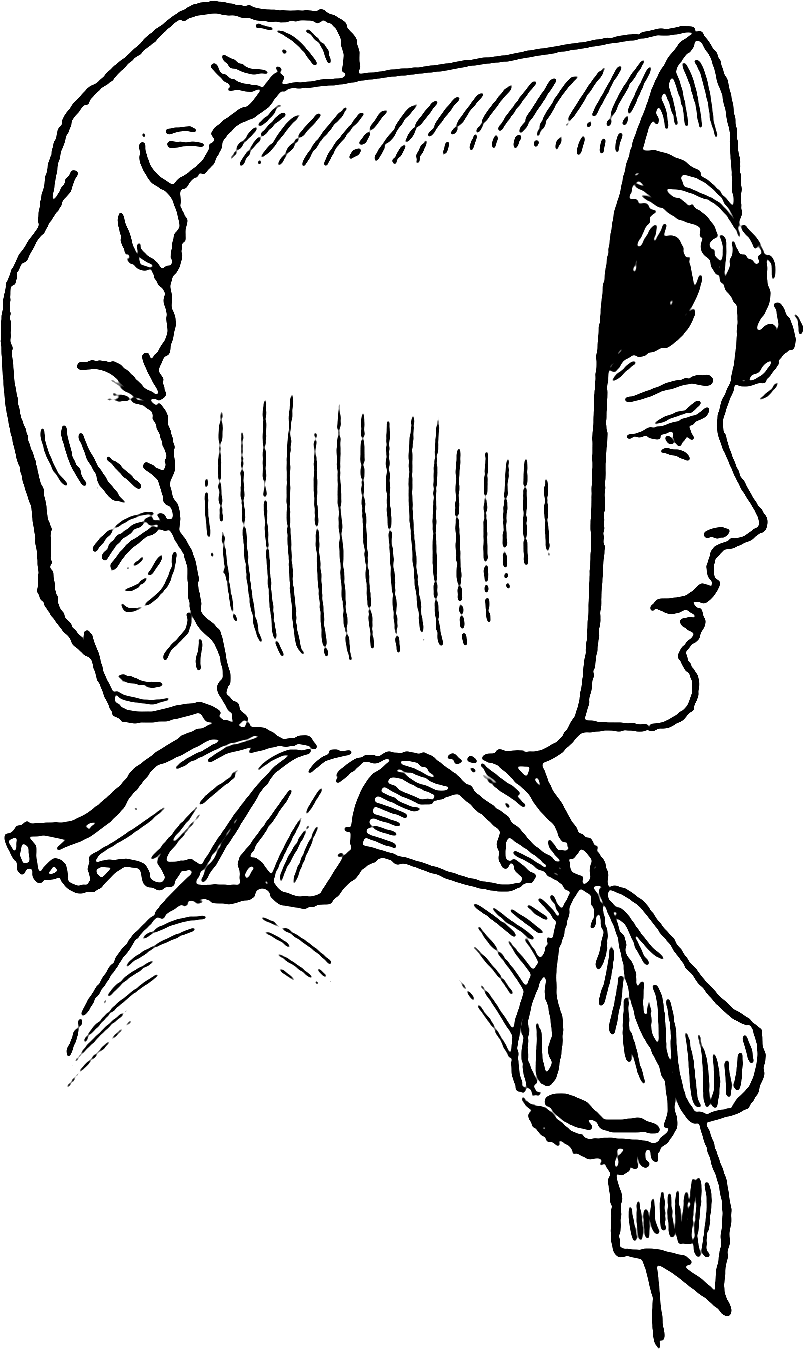
Dessin d'un bonnet.